# Reprezentacja Polski w rugby union mężczyzn
Reprezentacja Polski mężczyzn w rugby 15-osobowym – zespół rugby union, reprezentujący Rzeczpospolitą Polską w meczach i sportowych imprezach międzynarodowych, powoływany przez selekcjonera, w którym mogą występować zarówno zawodnicy posiadający obywatelstwo polskie, jak i gracze niebędący obywatelami Polski, ale o polskich korzeniach lub mieszkający w Polsce. Za jego funkcjonowanie odpowiedzialny jest Polski Związek Rugby (PZR). Według stanu na 12 grudnia 2024 r. zajmuje 33. miejsce w rankingu World Rugby – najwyżej klasyfikowana była na 25. miejscu w kwietniu 2013 roku.

## Historia
9 września 1957 podczas Walnego Zjazdu Założycielskiego w Warszawie doszło do założenia Polskiego Związku Rugby, a już 23 września 1957 został on przyjęty w poczet członków Europejskiej Federacji Rugby FIRA (obecnie Rugby Europe). Od tego momentu możliwym stało się przystąpienie Polski do oficjalnej rywalizacji międzynarodowej. Swoje pierwsze oficjalne spotkanie międzypaństwowe polska reprezentacja narodowa rozegrała na stadionie w Łodzi 24 sierpnia 1958, w którym przy obecności 3000 widzów pokonała NRD 9:8. W kwalifikacjach do dwóch pierwszych Pucharów Świata Polacy nie startowali, bowiem członkiem Międzynarodowej Rady Rugby (IRB, obecnie World Rugby) Polski Związek Rugby został dopiero w marcu 1988. Począwszy do edycji w 1991 roku „biało-czerwonym” ani razu nie udało się awansować do turnieju finałowego tej imprezy.

## Rozgrywki międzynarodowe

### Rugby Europe International Championships
| Rok       | Klasa rozgrywek | Wynik              |
| --------- | --------------- | ------------------ |
| 1999/2000 | Dywizja C       | 2. miejsce         |
| 2000–2002 | Dywizja B2      | 1. miejsce (awans) |
| 2002–2004 | Dywizja 2A      | 4. miejsce         |
| 2004–2006 |                 | —                  |
| 2006–2008 | Dywizja 2B      | 1. miejsce (awans) |
| 2008–2010 | Dywizja 2A      | 4. miejsce         |
| 2010–2012 | Dywizja 1B      | 2. miejsce         |
| 2012–2014 | Dywizja 1B      | 4. miejsce         |
| 2014–2016 | Dywizja 1B      | 5. miejsce         |
| 2016/2017 | RE Trophy       | 4. miejsce         |
| 2017/2018 | RE Trophy       | 5. miejsce         |

### Puchar świata w rugby
| 29 października 1989 | Polska                                                                            | 25:23 | Belgia | Madryt |

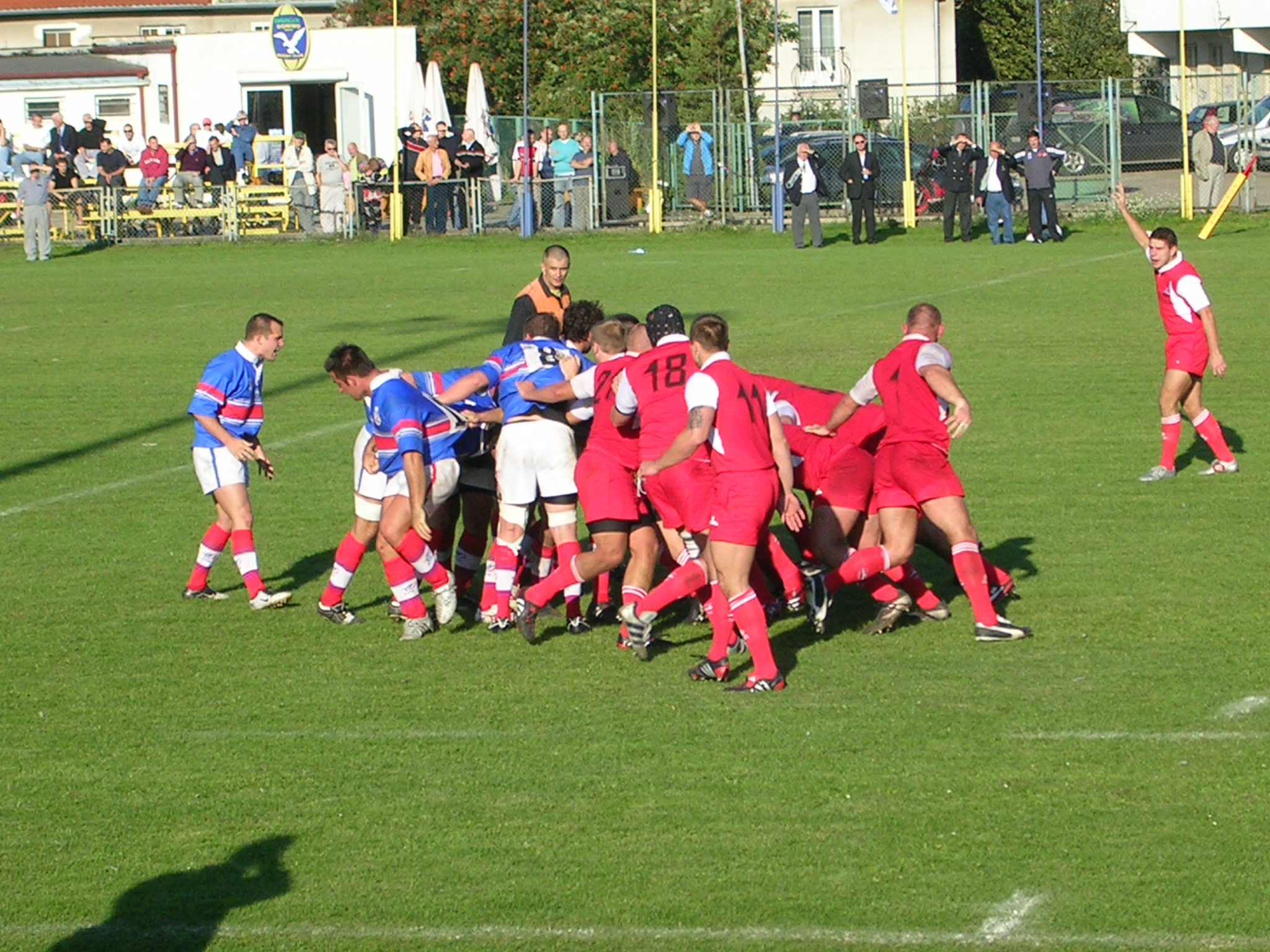
Mecz sparingowy pomiędzy reprezentacją Polski (czerwone stroje) a drużyną armii francuskiej, Sopot 2006 r.

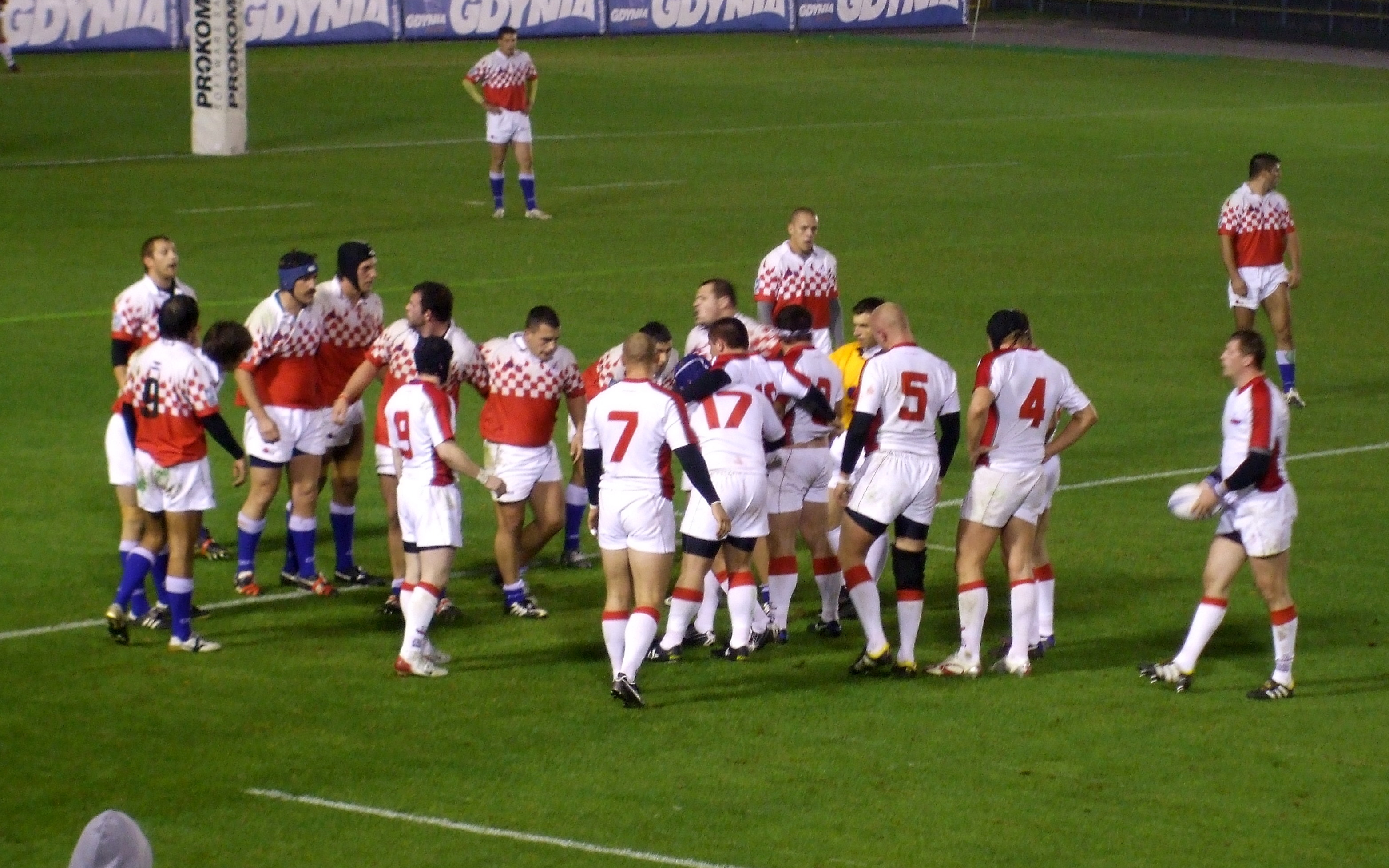
Mecz w Pucharze Narodów Europy Polska (białe stroje) – Chorwacja, Gdynia 2007 r.

| 29 października 1989 | Barwiak 4, Gąsiorowski 4, Hodura 4, Szwichtenberg, Szymański 4, Hodura 3, Jamka 2 | 25:23 |        | Madryt |

| 1 listopada 1989 | Hiszpania        | 23:9 | Polska | Madryt |
| 1 listopada 1989 | Hodura 6, b.d. 3 | 23:9 |        | Madryt |

| 5 listopada 1989 | Polska                            | 27:33 | Holandia | Madryt |
| 5 listopada 1989 | Hodura 15, Barneta 8, Szymański 4 | 27:33 |          | Madryt |

| 29 października 1989 | Polska                                                                            | 25:23 | Belgia | Madryt |
| 29 października 1989 | Barwiak 4, Gąsiorowski 4, Hodura 4, Szwichtenberg, Szymański 4, Hodura 3, Jamka 2 | 25:23 |        | Madryt |

| 1 listopada 1989 | Hiszpania        | 23:9 | Polska | Madryt |
| 1 listopada 1989 | Hodura 6, b.d. 3 | 23:9 |        | Madryt |

| 5 listopada 1989 | Polska                            | 27:33 | Holandia | Madryt |
| 5 listopada 1989 | Hodura 15, Barneta 8, Szymański 4 | 27:33 |          | Madryt |

| 27 maja 1993 | Polska                      | 23:6 | Gruzja | Sopot |
| 27 maja 1993 | Hodura 13, Moroz 5, Putra 5 | 23:6 |        | Sopot |

| 29 maja 1993 | Polska             | 5:41 | Rosja | Sopot |
| 29 maja 1993 | Parjaszewski 5 (P) | 5:41 |       | Sopot |

| 27 maja 1993 | Polska                      | 23:6 | Gruzja | Sopot |
| 27 maja 1993 | Hodura 13, Moroz 5, Putra 5 | 23:6 |        | Sopot |

| 29 maja 1993 | Polska             | 5:41 | Rosja | Sopot |
| 29 maja 1993 | Parjaszewski 5 (P) | 5:41 |       | Sopot |

| 26 października 1997 | Holandia                   | 49:7 | Polska | Amsterdam |
| 26 października 1997 | Janulewicz 5, Urbanowicz 2 | 49:7 |        | Amsterdam |

| 28 marca 1998 | Polska                                            | 30:10 | Belgia | Stadion GOSiR, Gdynia |
| 28 marca 1998 | Szymański 15, Grebasz 5, Janulewicz 5, Szewczuk 5 | 30:10 |        | Stadion GOSiR, Gdynia |

| 2 maja 1998 | Rumunia                   | 74:13 | Polska | Bukareszt |
| 2 maja 1998 | Szymański 8, Janulewicz 5 | 74:13 |        | Bukareszt |

| 16 maja 1998 | Polska                   | 8:19 | Ukraina | Pruszcz Gdański |
| 16 maja 1998 | Szymański 5, Szymański 3 | 8:19 |         | Pruszcz Gdański |

| 26 października 1997 | Holandia                   | 49:7 | Polska | Amsterdam |
| 26 października 1997 | Janulewicz 5, Urbanowicz 2 | 49:7 |        | Amsterdam |

| 28 marca 1998 | Polska                                            | 30:10 | Belgia | Stadion GOSiR, Gdynia |
| 28 marca 1998 | Szymański 15, Grebasz 5, Janulewicz 5, Szewczuk 5 | 30:10 |        | Stadion GOSiR, Gdynia |

| 2 maja 1998 | Rumunia                   | 74:13 | Polska | Bukareszt |
| 2 maja 1998 | Szymański 8, Janulewicz 5 | 74:13 |        | Bukareszt |

| 16 maja 1998 | Polska                   | 8:19 | Ukraina | Pruszcz Gdański |
| 16 maja 1998 | Szymański 5, Szymański 3 | 8:19 |         | Pruszcz Gdański |

| 22 września 2001 | Łotwa                                                                                           | 18:60 | Polska | Ryga |
| 22 września 2001 | Urbanowicz 15, Jurkowski 10, Baraniak 10, Mroch 10, Szwichtenberg 8, Fedorowicz 5, Szablewski 2 | 18:60 |        | Ryga |

| 29 września 2001 | Polska                                      | 18:6 | Szwecja | Stadion Ogniwa, Sopot |
| 29 września 2001 | Urbanowicz 8, Szwichtenberg 5, Fedorowicz 5 | 18:6 |         | Stadion Ogniwa, Sopot |

| 3 listopada 2001 | Dania                                                    | 19:26 | Polska | Kopenhaga |
| 3 listopada 2001 | Urbanowicz 12, Szablewski 6, Dembicki 5, Szwichtenberg 3 | 19:26 |        | Kopenhaga |

| 6 kwietnia 2002 | Polska                                                         | 20:12 | Niemcy | Stadion GOSiR, Gdynia |
| 6 kwietnia 2002 | Lipkowski 10, Jurkowski 5, Urbanowicz 3 (K), Szablewski 2 (pd) | 20:12 |        | Stadion GOSiR, Gdynia |

| 14 maja 2002 | Polska                                                | 27:15 | Hiszpania | Stadion GOSiR, Gdynia |
| 14 maja 2002 | Fedorowicz 10, Szablewski 7, Lipkowski 5, Jurkowski 5 | 27:15 |           | Stadion GOSiR, Gdynia |

| 28 maja 2002 | Portugalia                                        | 39:26 | Polska | Estádio Universitário, Lizbona |
| 28 maja 2002 | Lipkowski 10, Szablewski 6, Dembicki 5, Grebasz 5 | 39:26 |        | Estádio Universitário, Lizbona |

| 22 września 2001 | Łotwa                                                                                           | 18:60 | Polska | Ryga |
| 22 września 2001 | Urbanowicz 15, Jurkowski 10, Baraniak 10, Mroch 10, Szwichtenberg 8, Fedorowicz 5, Szablewski 2 | 18:60 |        | Ryga |

| 29 września 2001 | Polska                                      | 18:6 | Szwecja | Stadion Ogniwa, Sopot |
| 29 września 2001 | Urbanowicz 8, Szwichtenberg 5, Fedorowicz 5 | 18:6 |         | Stadion Ogniwa, Sopot |

| 3 listopada 2001 | Dania                                                    | 19:26 | Polska | Kopenhaga |
| 3 listopada 2001 | Urbanowicz 12, Szablewski 6, Dembicki 5, Szwichtenberg 3 | 19:26 |        | Kopenhaga |

| 6 kwietnia 2002 | Polska                                                         | 20:12 | Niemcy | Stadion GOSiR, Gdynia |
| 6 kwietnia 2002 | Lipkowski 10, Jurkowski 5, Urbanowicz 3 (K), Szablewski 2 (pd) | 20:12 |        | Stadion GOSiR, Gdynia |

| 14 maja 2002 | Polska                                                | 27:15 | Hiszpania | Stadion GOSiR, Gdynia |
| 14 maja 2002 | Fedorowicz 10, Szablewski 7, Lipkowski 5, Jurkowski 5 | 27:15 |           | Stadion GOSiR, Gdynia |

| 28 maja 2002 | Portugalia                                        | 39:26 | Polska | Estádio Universitário, Lizbona |
| 28 maja 2002 | Lipkowski 10, Szablewski 6, Dembicki 5, Grebasz 5 | 39:26 |        | Estádio Universitário, Lizbona |

| 2 października 2004 | Polska                                       | 20:15 | Szwajcaria | Stadion GOSiR, Gdynia |
| 2 października 2004 | Konieczny 10 (2pd 2K), Mari. Wilczuk 10 (2P) | 20:15 |            | Stadion GOSiR, Gdynia |

| 6 listopada 2004 | Malta | 13:28 | Polska | Marsa |
| 6 listopada 2004 | Urbanowicz 11 (4pd K), Brażuk 5 (P), Dąbrowski 5 (P), Mari. Wilczuk 5 (P), Pietrzyk 5 (P), Maciejewski 5 (P), Grodecki 2 (pd) | 13:28 |        | Marsa |

| 23 kwietnia 2005 | Bułgaria                                                                                        | 10:49 | Polska | Sofia |
| 23 kwietnia 2005 | Mari. Wilczuk 15 (3P), Szostek 14 (2P 2pd), Wojaczek 10 (2P), Andrzejczuk 5 (P), Denisiuk 5 (P) | 10:49 |        | Sofia |

| 7 maja 2005 | Polska                                                               | 18:11 | Serbia i Czarnogóra | Stadion Budowlanych, Łódź |
| 7 maja 2005 | Miśkiewicz 5 (P), Sajur 5 (P), Mari. Wilczuk 5 (P), Szablewski 3 (K) | 18:11 |                     | Stadion Budowlanych, Łódź |

| 29 października 2005 | Polska                                    | 18:14 | Andora | Stadion Ogniwa, Sopot |
| 29 października 2005 | Fedorowicz 10 (2P), Konieczny 8 (pd dg K) | 18:14 |        | Stadion Ogniwa, Sopot |

| 23 listopada 2005 | Hiszpania                                           | 68:12 | Polska | Estadio Nacional Complutense, Madryt |
| 23 listopada 2005 | Fedorowicz 5 (P), Raszpunda 5 (P), Konieczny 2 (pd) | 68:12 |        | Estadio Nacional Complutense, Madryt |

| 8 kwietnia 2006 | Polska                                           | 13:27 | Mołdawia | Stadion Orkana, Sochaczew |
| 8 kwietnia 2006 | Konieczny 6 (2K), Wilczuk 5 (P), Grodecki 2 (pd) | 13:27 |          | Stadion Orkana, Sochaczew |

| 23 kwietnia 2006 | Holandia                               | 22:20 | Polska | Nationaal Rugby Centrum, Amsterdam |
| 23 kwietnia 2006 | Grodecki 10 (2pd 2K), Hotowski 10 (2P) | 22:20 |        | Nationaal Rugby Centrum, Amsterdam |

| 2 października 2004 | Polska                                       | 20:15 | Szwajcaria | Stadion GOSiR, Gdynia |
| 2 października 2004 | Konieczny 10 (2pd 2K), Mari. Wilczuk 10 (2P) | 20:15 |            | Stadion GOSiR, Gdynia |

| 6 listopada 2004 | Malta | 13:28 | Polska | Marsa |
| 6 listopada 2004 | Urbanowicz 11 (4pd K), Brażuk 5 (P), Dąbrowski 5 (P), Mari. Wilczuk 5 (P), Pietrzyk 5 (P), Maciejewski 5 (P), Grodecki 2 (pd) | 13:28 |        | Marsa |

| 23 kwietnia 2005 | Bułgaria                                                                                        | 10:49 | Polska | Sofia |
| 23 kwietnia 2005 | Mari. Wilczuk 15 (3P), Szostek 14 (2P 2pd), Wojaczek 10 (2P), Andrzejczuk 5 (P), Denisiuk 5 (P) | 10:49 |        | Sofia |

| 7 maja 2005 | Polska                                                               | 18:11 | Serbia i Czarnogóra | Stadion Budowlanych, Łódź |
| 7 maja 2005 | Miśkiewicz 5 (P), Sajur 5 (P), Mari. Wilczuk 5 (P), Szablewski 3 (K) | 18:11 |                     | Stadion Budowlanych, Łódź |

| 29 października 2005 | Polska                                    | 18:14 | Andora | Stadion Ogniwa, Sopot |
| 29 października 2005 | Fedorowicz 10 (2P), Konieczny 8 (pd dg K) | 18:14 |        | Stadion Ogniwa, Sopot |

| 23 listopada 2005 | Hiszpania                                           | 68:12 | Polska | Estadio Nacional Complutense, Madryt |
| 23 listopada 2005 | Fedorowicz 5 (P), Raszpunda 5 (P), Konieczny 2 (pd) | 68:12 |        | Estadio Nacional Complutense, Madryt |

| 8 kwietnia 2006 | Polska                                           | 13:27 | Mołdawia | Stadion Orkana, Sochaczew |
| 8 kwietnia 2006 | Konieczny 6 (2K), Wilczuk 5 (P), Grodecki 2 (pd) | 13:27 |          | Stadion Orkana, Sochaczew |

| 23 kwietnia 2006 | Holandia                               | 22:20 | Polska | Nationaal Rugby Centrum, Amsterdam |
| 23 kwietnia 2006 | Grodecki 10 (2pd 2K), Hotowski 10 (2P) | 22:20 |        | Nationaal Rugby Centrum, Amsterdam |

| 4 października 2008 | Polska          | 12:13 | Ukraina | Stadion Budowlanych, Łódź |
| 4 października 2008 | Buchało 12 (4K) | 12:13 |         | Stadion Budowlanych, Łódź |

| 15 listopada 2008 | Czechy                            | 7:13 | Polska | Stadion Miejski, Ostrawa |
| 15 listopada 2008 | Buchało 8 (pd 2K), Hotowski 5 (P) | 7:13 |        | Stadion Miejski, Ostrawa |

| 16 maja 2009 | Mołdawia                                                              | 28:30 | Polska | Stadion Dinamo, Kiszyniów |
| 16 maja 2009 | Berthe 10 (2P), Rokicki 10 (2P), Banaszek 5 (pd K), Łukasiewicz 5 (P) | 28:30 |        | Stadion Dinamo, Kiszyniów |

| 30 maja 2009 | Polska                          | 14:3 | Belgia | Stadion Polonii, Warszawa |
| 30 maja 2009 | Banaszek 9 (3K), Hotowski 5 (P) | 14:3 |        | Stadion Polonii, Warszawa |

| 12 września 2009 | Ukraina                                          | 19:12 | Polska | Stadion Spartak, Kijów |
| 12 września 2009 | Gargasson 5 (P), Hotowski 5 (P), Banaszek 2 (pd) | 19:12 |        | Stadion Spartak, Kijów |

| 25 września 2009 | Polska         | 5:19 | Czechy | Stadion Polonii, Warszawa |
| 25 września 2009 | Hotowski 5 (P) | 5:19 |        | Stadion Polonii, Warszawa |

| 24 kwietnia 2010 | Belgia                           | 29:8 | Polska | Stadion Króla Baudouina I 2A Bruksela |
| 24 kwietnia 2010 | Vaissière 5 (P), Popławski 3 (K) | 29:8 |        | Stadion Króla Baudouina I 2A Bruksela |

| 4 października 2008 | Polska          | 12:13 | Ukraina | Stadion Budowlanych, Łódź |
| 4 października 2008 | Buchało 12 (4K) | 12:13 |         | Stadion Budowlanych, Łódź |

| 15 listopada 2008 | Czechy                            | 7:13 | Polska | Stadion Miejski, Ostrawa |
| 15 listopada 2008 | Buchało 8 (pd 2K), Hotowski 5 (P) | 7:13 |        | Stadion Miejski, Ostrawa |

| 16 maja 2009 | Mołdawia                                                              | 28:30 | Polska | Stadion Dinamo, Kiszyniów |
| 16 maja 2009 | Berthe 10 (2P), Rokicki 10 (2P), Banaszek 5 (pd K), Łukasiewicz 5 (P) | 28:30 |        | Stadion Dinamo, Kiszyniów |

| 30 maja 2009 | Polska                          | 14:3 | Belgia | Stadion Polonii, Warszawa |
| 30 maja 2009 | Banaszek 9 (3K), Hotowski 5 (P) | 14:3 |        | Stadion Polonii, Warszawa |

| 12 września 2009 | Ukraina                                          | 19:12 | Polska | Stadion Spartak, Kijów |
| 12 września 2009 | Gargasson 5 (P), Hotowski 5 (P), Banaszek 2 (pd) | 19:12 |        | Stadion Spartak, Kijów |

| 25 września 2009 | Polska         | 5:19 | Czechy | Stadion Polonii, Warszawa |
| 25 września 2009 | Hotowski 5 (P) | 5:19 |        | Stadion Polonii, Warszawa |

| 24 kwietnia 2010 | Belgia                           | 29:8 | Polska | Stadion Króla Baudouina I 2A Bruksela |
| 24 kwietnia 2010 | Vaissière 5 (P), Popławski 3 (K) | 29:8 |        | Stadion Króla Baudouina I 2A Bruksela |

| 6 października 2012 | Czechy                                            | 3:29 | Polska | Stadion Josefa Kohouta, Říčany |
| 6 października 2012 | Chartier 19 (2pd 5K), Beccuau 5 (P), Berthe 5 (P) | 3:29 |        | Stadion Josefa Kohouta, Říčany |

| 3 listopada 2012 | Polska                              | 22:13 | Niemcy | Stadion MOSiR, Gdańsk |
| 3 listopada 2012 | Chartier 17 (pd 5K), Krużycki 5 (P) | 22:13 |        | Stadion MOSiR, Gdańsk |

| 30 marca 2013 | Polska                            | 13:12 | Ukraina | Narodowy Stadion Rugby, Gdynia |
| 30 marca 2013 | Chartier 8 (pd 2K), Beccuau 5 (P) | 13:12 |         | Narodowy Stadion Rugby, Gdynia |

| 13 kwietnia 2013 | Mołdawia                                            | 24:20 | Polska | Stadion Dinamo, Kiszyniów |
| 13 kwietnia 2013 | Chartier 10 (2pd 2K), Beccuau 5 (P), Hotowski 5 (P) | 24:20 |        | Stadion Dinamo, Kiszyniów |

| 1 czerwca 2013 | Szwecja                       | 19:11 | Polska | Korsängens IP, Enköping |
| 1 czerwca 2013 | Banaszek 6 (2K), Płonka 5 (P) | 19:11 |        | Korsängens IP, Enköping |

| 7 września 2013 | Polska                                                                           | 30:9 | Szwecja | Stadion Polonii, Warszawa |
| 7 września 2013 | Banaszek 13 (2pd 3K), Perzak 5 (P), Rokicki 5 (P), Szostek 5 (P), Stępień 2 (pd) | 30:9 |         | Stadion Polonii, Warszawa |

| 12 października 2013 | Polska                                                          | 30:10 | Czechy | Stadion Polonii, Warszawa |
| 12 października 2013 | Banaszek 17 (pd 5K), Krużycki 5 (P), Pawelec 5 (P), Gasik 3 (K) | 30:10 |        | Stadion Polonii, Warszawa |

| 9 listopada 2013 | Niemcy                          | 43:13 | Polska | Sportforum, Berlin |
| 9 listopada 2013 | Banaszek 8 (pd 2K), Gasik 5 (P) | 43:13 |        | Sportforum, Berlin |

| 5 kwietnia 2014 | Polska                                        | 12:21 | Mołdawia | Stadion ROSRRiT, Siedlce |
| 5 kwietnia 2014 | Bartoszek 5 (P), Gasik 5 (P), Banaszek 2 (pd) | 12:21 |          | Stadion ROSRRiT, Siedlce |

| 26 kwietnia 2014 | Ukraina                                                             | 29:28 | Polska | Stadion Junist’, Lwów |
| 26 kwietnia 2014 | Gasik 12 (P 2pd K), Janeczko 6 (2K), Bartoszek 5 (P), Szostek 5 (P) | 29:28 |        | Stadion Junist’, Lwów |

| 6 października 2012 | Czechy                                            | 3:29 | Polska | Stadion Josefa Kohouta, Říčany |
| 6 października 2012 | Chartier 19 (2pd 5K), Beccuau 5 (P), Berthe 5 (P) | 3:29 |        | Stadion Josefa Kohouta, Říčany |

| 3 listopada 2012 | Polska                              | 22:13 | Niemcy | Stadion MOSiR, Gdańsk |
| 3 listopada 2012 | Chartier 17 (pd 5K), Krużycki 5 (P) | 22:13 |        | Stadion MOSiR, Gdańsk |

| 30 marca 2013 | Polska                            | 13:12 | Ukraina | Narodowy Stadion Rugby, Gdynia |
| 30 marca 2013 | Chartier 8 (pd 2K), Beccuau 5 (P) | 13:12 |         | Narodowy Stadion Rugby, Gdynia |

| 13 kwietnia 2013 | Mołdawia                                            | 24:20 | Polska | Stadion Dinamo, Kiszyniów |
| 13 kwietnia 2013 | Chartier 10 (2pd 2K), Beccuau 5 (P), Hotowski 5 (P) | 24:20 |        | Stadion Dinamo, Kiszyniów |

| 1 czerwca 2013 | Szwecja                       | 19:11 | Polska | Korsängens IP, Enköping |
| 1 czerwca 2013 | Banaszek 6 (2K), Płonka 5 (P) | 19:11 |        | Korsängens IP, Enköping |

| 7 września 2013 | Polska                                                                           | 30:9 | Szwecja | Stadion Polonii, Warszawa |
| 7 września 2013 | Banaszek 13 (2pd 3K), Perzak 5 (P), Rokicki 5 (P), Szostek 5 (P), Stępień 2 (pd) | 30:9 |         | Stadion Polonii, Warszawa |

| 12 października 2013 | Polska                                                          | 30:10 | Czechy | Stadion Polonii, Warszawa |
| 12 października 2013 | Banaszek 17 (pd 5K), Krużycki 5 (P), Pawelec 5 (P), Gasik 3 (K) | 30:10 |        | Stadion Polonii, Warszawa |

| 9 listopada 2013 | Niemcy                          | 43:13 | Polska | Sportforum, Berlin |
| 9 listopada 2013 | Banaszek 8 (pd 2K), Gasik 5 (P) | 43:13 |        | Sportforum, Berlin |

| 5 kwietnia 2014 | Polska                                        | 12:21 | Mołdawia | Stadion ROSRRiT, Siedlce |
| 5 kwietnia 2014 | Bartoszek 5 (P), Gasik 5 (P), Banaszek 2 (pd) | 12:21 |          | Stadion ROSRRiT, Siedlce |

| 26 kwietnia 2014 | Ukraina                                                             | 29:28 | Polska | Stadion Junist’, Lwów |
| 26 kwietnia 2014 | Gasik 12 (P 2pd K), Janeczko 6 (2K), Bartoszek 5 (P), Szostek 5 (P) | 29:28 |        | Stadion Junist’, Lwów |

## Rekordziści
| Lp. | Zawodnik          | Punkty |
| --- | ----------------- | ------ |
| 1.  | Dawid Banaszek    | 223    |
| 2.  | Janusz Urbanowicz | 205    |
| 3.  | David Chartier    | 152    |
| 4.  | Czesław Jagieniak | 143    |
| 5.  | Bogdan Wróbel     | 134    |

| Lp. | Zawodnik            | Mecze |
| --- | ------------------- | ----- |
| 1.  | Stanisław Więciorek | 65    |
| 2.  | Kazimierz Matczak   | 59    |
| 3.  | Bolesław Malarczyk  | 57    |
| 4.  | Jan Jagieniak       | 51    |
| 5.  | Dariusz Komisarczuk | 50    |

## Trenerzy i selekcjonerzy
- Marian Bondarowicz (1958–1959)
- Eugeniusz Rogatka (1959–1960)
- Marian Bondarowicz (1960–1961)
- Jan Frankowski (1961)
- Marian Bondarowicz (1962)
- Józef Koter (1963)
- Józef Grochowski (1964)
- Franciszek Nowak (1965)
- Józef Sokołowski (1965–1968)
- Zbigniew Janus (1969–1970)
- Józef Sokołowski (1970)
- Józef Grochowski (1971–1975)
- Józef Sokołowski (1975)
- Ryszard Wiejski (1976–1989)
- Andrzej Kopyt (1990)
- Zdzisław Szczybelski (1990–1991)
- Andrzej Kopyt (1991–1994)

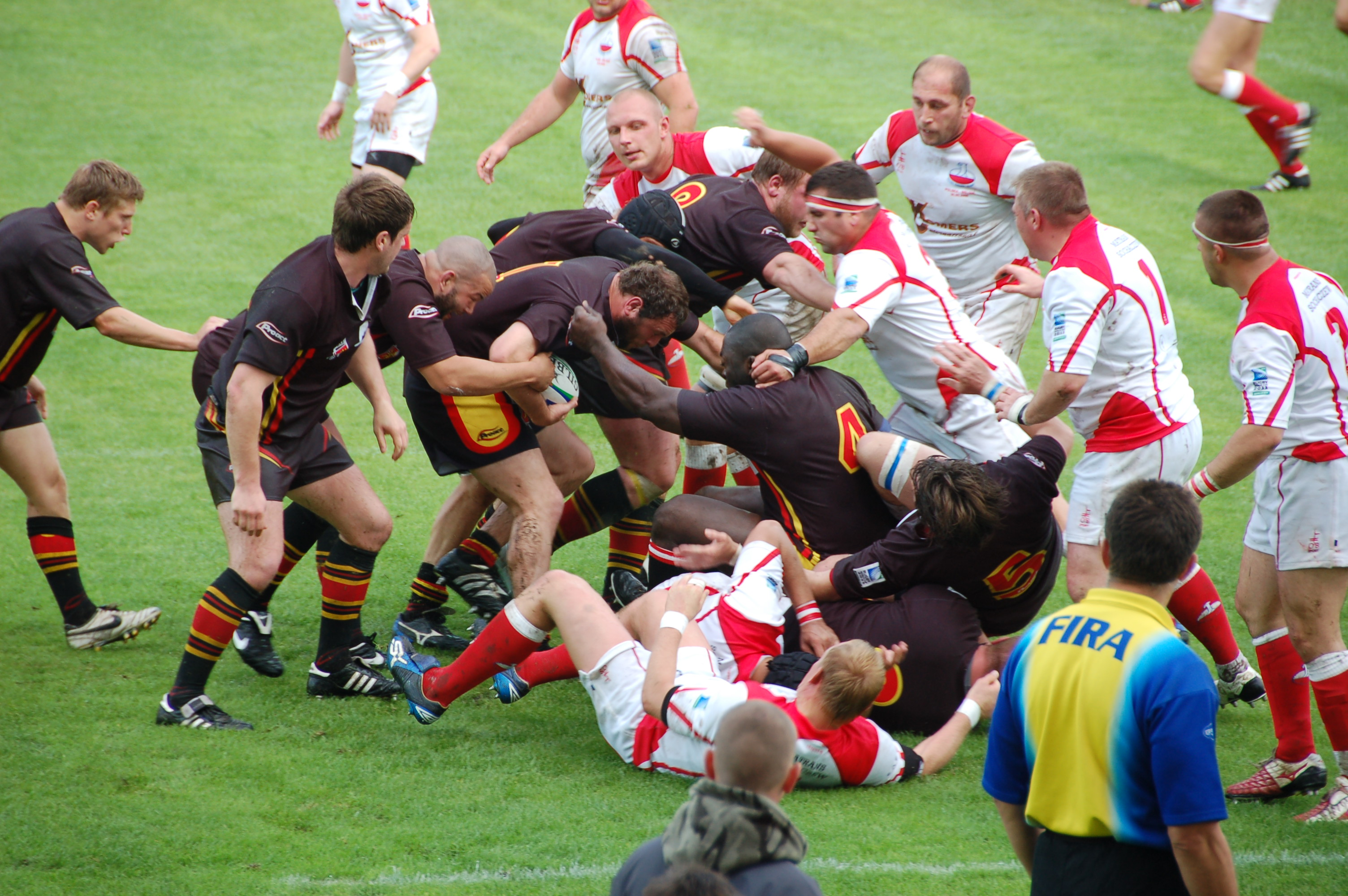
Mecz w Pucharze Narodów Europy Polska – Belgia, Warszawa 2009 r.

- Ryszard Wiejski i Maciej Powała-Niedźwiecki (1994–1995)
- Maciej Powała-Niedźwiecki (1995–2000)
- Jerzy Jumas (2000–2006)
- Tomasz Putra (2006–2013)
- Marek Płonka (2013–2016)
- Blikkies Groenewald (2016–2017)
- Stanisław  Więciorek (2017)
- Duaine Lindsay (2018–2021)
- Chris Hitt (2021–2024)
- Kamil Bobryk (od 2024)